# Myrsine longifolia
Myrsine longifolia är en viveväxtart som beskrevs av Jean Nadeaud. Myrsine longifolia ingår i släktet Myrsine och familjen viveväxter. Inga underarter finns listade i Catalogue of Life.